# Marcel Tassy
Pour les articles homonymes, voir Tassy.
 (juin 2021).
Si vous disposez d'ouvrages ou d'articles de référence ou si vous connaissez des sites web de qualité traitant du thème abordé ici, merci de compléter l'article en donnant les références utiles à sa vérifiabilité et en les liant à la section « Notes et références ».
 (novembre 2024).
- Si vous ne connaissez pas le sujet, laissez ce bandeau (vous pouvez alors contacter les auteurs).
- Si vous supprimez le contenu mis en cause (vous pouvez préalablement contacter les auteurs),

argumentez précisément cette suppression dans la page de discussion
(un manque de référence n'est pas un argument ; une recherche réelle de référence doit avoir été effectuée, être formellement documentée).
Marcel Tassy, né le 27 décembre 1932 à Marseille où il est mort le 3 novembre 2024,, est un homme politique français. Membre du Parti communiste, il exerce différentes fonctions dans les organes et la presse communistes de Marseille. Il est député des Bouches-du-Rhône (1978-1981) et adjoint au maire de Marseille sous le mandat municipal de Gaston Defferre (1983-1989).

## Biographie
En 1932, son père, Frank Tassy (1907-1983), né à Marseille, est employé de la compagnie du Gaz de cette ville. Après la guerre, il occupe des responsabilités nationales au Conseil central des œuvres sociales d'EGDF auprès de Marcel Paul, ancien ministre ; sa mère, Élise Combes (1912-1996), née à Camplong (Hérault) dirige une maison de retraite de 1951 à 1996. 
Après un parcours scolaire difficile, il apprend le métier de monteur-électricien dont il obtient un CAP. Avant de devenir permanent politique, il exerce son métier dans le bâtiment et sur le port de Marseille. Il deviendra inspecteur des ventes de l’hebdomadaire l'Avant-Garde et directeur politique du quotidien La Marseillaise.
Influencé par son milieu familial — son père, sa mère et son grand-père paternel sont membres du Parti communiste français —, ayant vécu de près l’engagement de ses parents dans la Résistance, il adhère en 1945 à la Fédération unie des jeunesses patriotiques, en 1948 à l’Union de la jeunesse républicaine de France (UJRF) et en 1949 au Parti communiste français.
Très vite il occupera des responsabilités départementales et nationales dans ces organisations politiques, membre du comité fédéral des Bouches-du-Rhône du PCF en 1952 et secrétaire départemental de l'UJRF en 1953, puis de l'Union de la jeunesse communiste.
Cette année-là, il se marie avec Éliane Prève, secrétaire administrative, militante communiste. Il occupera plusieurs responsabilités au sein de la Fédération des Bouches-du-Rhône du PCF : responsable des sections du pourtour de l’étang de Berre, trésorier départemental, secrétaire fédéral, secrétaire du Comité de Ville de Marseille. À partir de 1968, il sera candidat du PCF à diverses élections nationales et départementales. Il est élu conseiller général en 1973, député en 1978, adjoint au maire de Marseille en 1983. À l'Assemblée nationale, pour son groupe, il est responsable des questions de l’information et siège au Haut Conseil de l'audiovisuel. À Marseille, la municipalité Gaston Defferre, il est chargé des grands équipements et membre du bureau municipal.
Au début des années 1980, il manifeste des désaccords avec la direction de son parti à laquelle il reproche, avec les « refondateurs », de ne pas procéder à une mutation pour « un communisme de nouvelle génération ». Il poursuivra ses tâches d’élu jusqu’en 1997. Il quittera le PCF en 2007, à la suite de la candidature de Marie-Georges Buffet à l’élection présidentielle. Se considérant toujours communiste, Marcel Tassy milite pour une nouvelle formation politique et l’avènement d’une VIe République.
Marié, il est père de deux enfants, grand-père et arrière-grand-père cinq fois.

## Détail des fonctions et des mandats électifs.
Mandat parlementaire
- 19 mars 1978 - 22 mai 1981 : député de la 8e circonscription des Bouches-du-Rhône

Autres mandats électifs
- 1973-1979 : conseiller général du 9e canton de Marseille.
- 1983-1989 : conseiller municipal de Marseille - Adjoint au maire.
- 1989-1995 : conseiller des 13e et 14e arrondissements de Marseille (7e secteur).